# Stockton (Minnesota)
Stockton es una ciudad ubicada en el condado de Winona en el estado estadounidense de Minnesota. En el Censo de 2010 tenía una población de 697 habitantes y una densidad poblacional de 157,93 personas por km².

## Geografía
Stockton se encuentra ubicada en las coordenadas 44°1′36″N 91°46′9″O / 44.02667, -91.76917. Según la Oficina del Censo de los Estados Unidos, Stockton tiene una superficie total de 4.41 km², de la cual 4.4 km² corresponden a tierra firme y (0.23%) 0.01 km² es agua.

## Demografía
Según el censo de 2010, había 697 personas residiendo en Stockton. La densidad de población era de 157,93 hab./km². De los 697 habitantes, Stockton estaba compuesto por el 95.84% blancos, el 0.72% eran afroamericanos, el 0% eran amerindios, el 2.44% eran asiáticos, el 0% eran isleños del Pacífico, el 0.43% eran de otras razas y el 0.57% pertenecían a dos o más razas. Del total de la población el 1.72% eran hispanos o latinos de cualquier raza.